# La Taillée
La Taillée é uma comuna francesa na região administrativa da Pays de la Loire, no departamento de Vendéia. Estende-se por uma área de 11,57 km². Em 2010 a comuna tinha 576 habitantes (densidade: 49,8 hab./km²).